# Noi vogliam Dio
Noi vogliam Dio è un inno cattolico di tradizione popolare. 
Esso è la traduzione dell'inno francese Nous voulons Dieu, che fu composto in occasione del pellegrinaggio dalla Turenna a Lourdes dell'11 settembre 1882 da François-Xavier Moreau, parroco di Sorigny. François-Xavier Moreau fu autore sia della musica sia del testo, che rivendica il ruolo sociale del cattolicesimo, con espliciti riferimenti alla scuola, ai tribunali, al matrimonio e all'esercito. Il canto fu pubblicato in un opuscolo, che nel 1885 era già giunto alla 4ª edizione. Queste rivendicazioni sono riprese dalla traduzione italiana, in cui si aggiunge anche il lavoro come campo di santificazione.
Durante la Resistenza i partigiani delle Brigate Garibaldi, organizzate dal Partito Comunista Italiano, cantarono una versione satirica e irriverente dell'inno cattolico. Questo canto fu diffuso nel Novarese e nel Piacentino.

## Utilizzo
Nel film Il Marchese del Grillo viene anacronisticamente citato come inno dello Stato Pontificio, dato che dalle parole del testo e dalla data di composizione si coglie chiaramente come la sua origine si dati all'Italia postunitaria, di fine Ottocento o di inizio Novecento, all'epoca dei contrasti fra Stato e Chiesa, esprimendo l'auspicio di una ricristianizzazione della società italiana.
Un altro anacronismo è il suo utilizzo come brano processionale nel film Rapito, in una scena ambientata nel 1870.
È tuttora usato come canto liturgico, specialmente durante le processioni.

## Traduzioni
Esistono di quest'inno traduzioni in altre lingue, con un numero variabile di strofe:
- in francese (versione originale): Nous Voulons Dieu [4];
- in spagnolo: Hasta tus plantas [5];
- in portoghese: Queremos Deus [6] e Glória à Jesus na Hóstia Santa [7];
- in polacco: My chcemy Boga [8];
- in tedesco: Wir wollen Gott [9];
- in olandese: Wij willen God [10];
- in inglese: We stand for God [11].